# Сотелу-ду-Дору
Сотелу-ду-Дору (порт. Soutelo do Douro)  —  район (фрегезия) в Португалии,  входит в округ Визеу. Является составной частью муниципалитета  Сан-Жуан-да-Пешкейра. По старому административному делению входил в провинцию Траз-уж-Монтиш и Алту-Дору. Входит в экономико-статистический  субрегион Доуру, который входит в Северный регион. Население составляет 522 человека на 2001 год. Занимает площадь 18,24 км².
Покровителем района считается Дева Мария (порт. Nossa Senhora das Neves). 